# Колмыков, Василий Александрович
Василий Александрович Колмыков (1823—1887) — генерал-лейтенант русской императорской армии.

## Биография
Происходил из дворян Смоленской губернии; родился 10 (22) марта 1823 года. В августе 1842 года был выпущен из Дворянского полка в конную артиллерию. За отличие, оказанное под Евпаторией, произведён в капитаны. В марте 1863 года, будучи командиром конно-артиллерийской бригады Забайкальского казачьего войска, произведён в полковники. С августа 1865 года командовал 5-й конно-артиллерийской бригадой. В 1869 году за 25 лет службы был награждён орденом Св. Владимира 4-й степени с бантом, в 1870 году — Св. Владимира 3-й степени.
В августе 1873 года произведён в генерал-майоры. В 1876—1877 годах командовал 12-й артиллерийской бригадой. Во время войны 1877—1878 гг. с марта по сентябрь 1877 года командовал артиллерией 11-го корпуса, затем артиллерией 14-го корпуса; командовал всей артиллерией, собранной для демонстрации переправы у Туртукая 14 июня, затем — артиллерией при атаке Плевны 18 июля и, наконец, при Базарджике — 12, 14 и 15 января 1878 года; нередко лично выводил и устанавливал батареи на позициях. За действия во время войны получил золотую саблю с надписью «за храбрость», орден Св. Станислава 1-й степени с мечами и орден Св. Анны 1-й степени с мечами.
Был начальником артиллерии 13-го армейского корпуса; 15 мая 1883 года произведён в генерал-лейтенанты.
В 1886 году по состоянию здоровья вышел в отставку.
Умер 26 февраля (10 марта) 1887 года. Был похоронен, предположительно, на Свято-Троицком кладбище в Ораниенбауме (ныне Ломоносов).